# تومیتسه (ناحیه بنشوف)
تومیتسه (به چکی: Tomice) یک منطقهٔ مسکونی در جمهوری چک است که در ناحیه بنشوو واقع شده‌است.